# تیما امیری
تیما امیری بازیگر تئاتر، سینما و تلویزیون و کارگردان ایرانی است.

## فیلم‌شناسی

### سینمایی
| سال  | عنوان      | کارگردان       | منابع |
| ---- | ---------- | -------------- | ----- |
| ۱۳۸۰ | سفر سرخ    | حمید فرخ‌نژاد   | [ ۱ ] |
| ۱۳۸۳ | مزرعه پدری | رسول ملاقلی‌پور | [ ۱ ] |
| ۱۳۸۹ | ماندوو     | ابراهیم سعیدی  | [ ۲ ] |
| ۱۳۹۱ | تاج محل    | دانش اقباشاوی  | [ ۳ ] |

### تله‌فیلم و مجموعه تلویزیونی
| سال  | عنوان              | کارگردان   | منابع       |
| ---- | ------------------ | ---------- | ----------- |
| ۱۳۸۵ | گریه نکن سرزمین من | امیر قویدل | [ ۴ ] [ ۵ ] |
| ۱۳۸۶ | روی خط صفر         | آرش قادری  |             |

## جوایز
- تقدیر بازیگری برای بازی در فیلم ماندوو در جشنواره فیلم بیروت[۱]
- برنده جایزه جشنواره ۱۱۰ ثانیه برای کارگردانی فیلم من نمیخوام هیتلر باشم[نیازمند منبع]